# Cmentarz w Barchnowach
Cmentarz w Barchnowach – zabytkowy cmentarz z okresu I wojny światowej, znajdujący się w miejscowości Barchnowy, w powiecie starogardzkim. Jest to cmentarz ewangelicki.